# Typhlocyba maderae
Typhlocyba maderae är en insektsart som beskrevs av Lindberg 1961. Typhlocyba maderae ingår i släktet Typhlocyba och familjen dvärgstritar.
Artens utbredningsområde är Madeira. Inga underarter finns listade i Catalogue of Life.